# كانتون بودريني البوسني
كانتون بودريني البوسني (بالبوسنية: Bosansko-podrinjski kanton Goražde) هو خامس كانتونات اتحاد البوسنة والهرسك العشرة الذي يقع في البوسنة والهرسك، يبلغ عدد سكانه حوالي 26 ألف نسمة ومساحته 504 كم2  وعاصمته هي غورازده.

## الجغرافيا
يقع الكانتون في الجزء الجنوبي الشرقي من وسط البلاد، في منطقة أعالي نهر درينا المار ببلدية غورازده.

## البلديات
ينقسم الكانتون إلى 3 بلدية هي:
| البلدية         | عدد السكان |
| --------------- | ---------- |
| غورازده         | 22.080     |
| بالي-براكا      | 1.043      |
| فوكا-أوسيكولينا | 2213       |

## روابط خارجية
- الموقع الرسمي